# 尾上多賀之丞 (3代目)

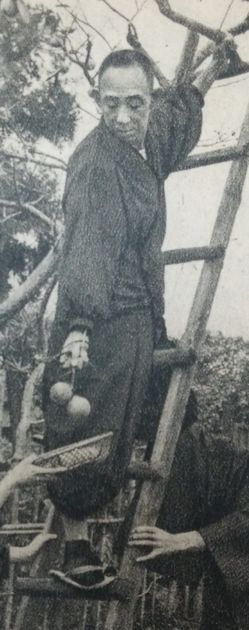
1947年

三代目 尾上 多賀之丞（さんだいめ おのえ たがのじょう、1889年（明治22年）9月21日 - 1978年（昭和53年）6月20日）は、戦前戦後にかけて活躍した歌舞伎役者。本名は樋口 鬼三郎。俳名は梅華。屋号は音羽屋。

## 経歴
東京市日本橋区（現・東京都中央区）出身。叔父は歌舞伎役者四代目淺尾工左衛門。役者としての初舞台は明治25年（1892年）8月、市川鬼三郎の名前で東京赤坂福禄座『恋初緑鈴木主水』。明治32年（1899年）頃、一時、木挽町にいた鏑木清方に入門、日本画を習得している。明治44年（1911年）9月、明治座での『四千両小判梅葉』の子分助六他で五代目市川鬼丸（いちかわ きがん）を襲名し名題昇進を果たす。
以後小芝居で花形役者として活躍するが、その才能を六代目尾上菊五郎に見出され、1921年（大正10年）10月市村座の『網模様燈篭菊桐』（小猿七之助）の滝川で菊五郎一座に女房役として迎えられる。1927年（昭和2年）6月、新橋演舞場の新作『厄年』のいろは茶屋お六で三代目尾上多賀之丞を襲名。1965年（昭和40年）勲五等双光旭日章受章。1968年（昭和43年）重要無形文化財保持者（人間国宝）に認定される。1971年（昭和46年）菊池寛賞受賞。1974年（昭和49年）勲三等瑞宝章受章。1978年（昭和53年）2月、数え90歳で『かっぽれ』を躍ったのを名残に没した。没後に正五位を追贈された。
女形の名脇役、六代目菊五郎の相方（女房役）として名を高めた。晩年、人間国宝に認定（前述）された際のインタビューでは、この頃が一番楽しかったと述懐している。次いで二代目松緑、七代目梅幸を経て七代目菊五郎と、音羽屋三代の相方を勤めた。晩年は後進の指導に当っていた。
『暗闇の丑松』のお今、『ひらかな盛衰記』「源太勘当」の延寿、『梅雨小袖昔八丈』（髪結新三）の後家お常など新作や時代物、世話物などを演じたが、中でも『盲長屋梅加賀鳶』（加賀鳶）のおさすりお兼は最大の当り役で、80代を過ぎても、すっきりした江戸前の伝法さと溢れるばかりの色気とで舞台を彩っていた。
養子が六代目尾上菊蔵。

## 関連図書
- 『私の履歴書 文化人12』日本経済新聞社 1984
- 『人間国宝　尾上多賀之丞の日記―ビタと呼ばれて』大槻茂編　青草書房　2010